# کندرا جید روسی
کندرا جید روسی (انگلیسی: Kendra Jade Rossi؛ زاده ۱۹ آوریل ۱۹۷۷) یک بازیگر پورنوگرافی است.